# Яблочное (Богодуховский район)
Я́блочное (укр. Яблучне), село, Петропавловский сельский совет, Богодуховский район, Харьковская область.
Код КОАТУУ — 6320886506. Население по переписи 2001 г. составляет 18 (8/10 м/ж) человек.

## Географическое положение
Село Яблочное находится на правом берегу реки Сухой Мерчик, близко к её истокам. По селу протекает небольшой ручей, на котором сделаны небольшие запруды.
Ниже по течению примыкает село Скосогоровка, выше по течению — посёлок Балабановка. На противоположном берегу находится село Петропавловка.
В 2 км на север расположена железнодорожная станция Максимовка и проходит автомобильная дорога Р-46. Возле села небольшие лесные массивы.

## История
В ХІХ столетии село Яблочное было в составе Богодуховского уезда Харьковской губернии; в 1866 году — Добринской волости, а в 1886 — Купьевахской волости. Каменная Вознесенская церковь в селе была вновь построена прихожанами в 1885 году (архитектор Ф. И. Данилов). 